# Westfield (Wisconsin)
Westfield es una villa ubicada en el condado de Marquette en el estado estadounidense de Wisconsin. En el Censo de 2010 tenía una población de 1.254 habitantes y una densidad poblacional de 303,56 personas por km².

## Geografía
Westfield se encuentra ubicada en las coordenadas 43°53′7″N 89°29′33″O / 43.88528, -89.49250. Según la Oficina del Censo de los Estados Unidos, Westfield tiene una superficie total de 4.13 km², de la cual 4.05 km² corresponden a tierra firme y (2.07%) 0.09 km² es agua.

## Demografía
Según el censo de 2010, había 1.254 personas residiendo en Westfield. La densidad de población era de 303,56 hab./km². De los 1.254 habitantes, Westfield estaba compuesto por el 96.41% blancos, el 0.32% eran afroamericanos, el 0.4% eran amerindios, el 0.8% eran asiáticos, el 0% eran isleños del Pacífico, el 0.88% eran de otras razas y el 1.2% pertenecían a dos o más razas. Del total de la población el 3.67% eran hispanos o latinos de cualquier raza.